# Седрано (Порденоне)
Седрано је насеље у Италији у округу Порденоне, региону Фурланија-Јулијска крајина.
Према процени из 2011. у насељу је живело 531 становника. Насеље се налази на надморској висини од 144 м.